# ولودات
الوَلُودات هي فصيلة من قواقع المياه العذبة الكبيرة، رخويات مائية بطنية القدم. هذه الحلزونات ليس لديها رئة و تكون ولودة. أهم أجناسها ولادات.